# Via acustica centrale

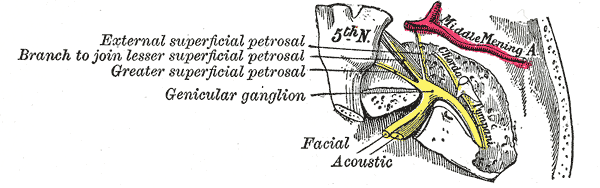
Rappresentazione del decorso del nervo vestibolococleare, che convoglia le informazioni uditive verso le stazioni del tronco dell'encefalo.

La via acustica centrale è la via che porta dalle cellule ciliate acustiche dell'organo del Corti gli stimoli sonori fino alla corteccia uditiva temporale primaria (area 41 e 42 di Brodmann).

## Anatomia
Il corpo del primo neurone della via acustica centrale risiede nel ganglio del Corti o ganglio spirale; questo nucleo è posto all'interno della coclea, nel canale spirale. I neuroni del ganglio del Corti hanno due prolungamenti: il prolungamento dendritico, con andamento centrifugo, è diretto all'organo del Corti, dove entra in sinapsi con le cellule ciliate che costituiscono l'entità fisiologica di trasduzione dallo stimolo meccanico (suono) allo stimolo elettrico (onde di depolarizzazione e ripolarizzazione). Il prolungamento assonico ha invece un andamento centripeto e si proietta verso i nuclei cocleari che risiedono nel ponte e nel bulbo. 
L'insieme degli assoni delle cellule del ganglio del corti formano la componente  acustica del nervo vestibolococleare o ottavo nervo cranico. Il nervo vestibolococleare attraversa il meato acustico interno e decorre nella cavità cranica fino ad arrivare nel tronco encefalico, ove penetra nel solco bulbo-pontino. Una volta entrato nel tronco encefalico, il terminale sinaptico dell'assone del neurone del ganglio del Corti entra in contatto con i neuroni posti nei nuclei cocleari dorsale o ventrali.
Dai nuclei cocleari la via diventa molto complessa, subendo diverse interruzioni ed incroci: ogni via acustica, destra e sinistra, da questo livello comprende sia fibre omolaterali, sia fibre controlaterali ovvero portanti segnali derivanti dall'orecchio dell'altro lato: si costituisce il cosiddetto corpo trapezoide, dove diversi fasci di fibre originanti dal nucleo cocleare ventrale, si incrociano dapprima con quelle ipsilaterali, giungono al nucleo del corpo trapezoide e al nucleo olivare superiore, dove solo alcune fibre si esauriscono, altre trapassano solamente per poi ricevere fibre dal nucleo cocleare dorsale e andare a formare il lemnisco laterale.
Il lemnisco laterale, a livello del mesencefalo, si dirige verso il tubercolo quadrigemino inferiore, da qui attraverso il braccio quadrigemino inferiore al corpo genicolato mediale del talamo da cui diparte la radiazione acustica, passante per la porzione sottolenticolare della capsula interna fino a giungere all'area 41-42 del lobo temporale del cervello.